# Esquirol volador de Horsfield
L'esquirol volador de Horsfield (Iomys horsfieldii) és una espècie de rosegador de la família dels esciúrids. Viu a Brunei, Indonèsia, Malàisia i Singapur. Es tracta d'un animal nocturn. Els seus hàbitats naturals són els boscos primaris, els boscos secundaris degradats, els matollars i els camps de conreu. És una espècie en risc mínim, és a dir, no sembla que hi hagi cap amenaça significativa per a la seva supervivència.
Aquest tàxon fou anomenat en honor del naturalista estatunidenc Thomas Horsfield.